# Reima
Reima is een historisch merk van motorfietsen.
De Zwitserse coureur Werner Maltry ontwikkelde begin jaren zestig liggende tweecilinders van verschillende cilinderinhouden die uit Motobi-onderdelen waren samengesteld. Er werd een kleine serie voor privécoureurs gemaakt.
Maltry combineerde steeds twee Motobi-blokken om tot zijn racers te komen: 2 125 cc-blokken om een 250 cc-racer te bouwen, 2 x 175 cc voor een 350, 2 x 250 cc voor een 500. De motoren liepen echter zelden goed en nadat de werkplaats door een brand werd verwoest pakte Maltry de productie niet meer op.